# Нявка Тундра
Нявка Тундра — горный массив в Мурманской области. Расположен западнее Чунатундры. Высшая точка — гора Крепса (около 700 м). В районе высшей точки Нявка Тундра поднимается выше зоны леса, отсюда слово «тундра» в названии. Нявка Тундра находится на территории Лапландского заповедника.
Нявка Тундра расположена в меридиональном направлении и отделена от Чунатундры долиной реки Чуна. На западе от Нявка Тундры находится массив Заячья Тундра, отделённый от неё долиной реки Нявка. Вся Нявка Тундра находится в бассейне озера Имандра (залив Экостровская Имандра).
Нявка Тундра полого понижается в обе стороны от горы Крепса. В северной части массива выделяют горы Нявка тундра и Чурпахк, в южной — гору Купяуайв.